# Ривера де Сото, Микаэла Антония
Микаэла Антония Ривера де Сото (исп. Micaela Antonia Rivera de Soto;  5 июля 1785, Эль-Сейбо — 12 декабря 1854) — первая леди Доминиканской Республики во время президентства её мужа Педро Сантаны, первого президента Доминиканской Республики. Она занималась изготовлением патронов для доминиканских солдат во время войны за независимость Доминиканской Республики. Микаэла Ривера оказывала финансовую помощь в деле приобретения кораблей, призванных защищать побережье Доминиканской Республики, а также вместе со своей дочерью помогала раненым на войне.

## Биография
Микаэла Антония де Ривера родилась 5 июля 1785 года в историческом городе Энча (современный Энш в Гаити) в семье Педро де Риверы и Антонии де Сото. В возрасте 20 лет Микаэла вышла замуж за Мигеля Феблеса, выдающегося военного, отличившегося в битве при Пало-Хинкадо. В этом браке родилось четверо детей: три сына Рамон, Секундино, Мигель и дочь Фроилана.
И семья Мигеля Феблеса Вальенильи, и семья Микаэлы Антонии Ривера де Сото были очень богаты. Их брачный союз сделал их одной из самых экономически влиятельных семей в стране. Их последующий союз с семьями Сантана имел важнейшее значение в деле обретения доминиканской независимости и поддержки Доминиканской армии в условиях военной агрессии со стороны Гаити.
Ривера Сото владела обширными землями, когда в 1828 году, после смерти своего первого мужа, во второй раз вышла замуж. Её избранником стал Педро Сантана, детей у них не было. В качестве супруги Сантаны, Микаэла и ее дочь Фроилана Феблес, вышедшая замуж за Рамона Сантану, брата-близнеца Педро, прославились тем, что изготавливали патроны для сейбанских солдат, бывших частью армии, разгромившей гаитянские силы в первых сражениях Доминиканской войны за независимость. Кроме того, она пожертвовала свои самые ценные вещи для приобретения первых кораблей, сформировавших флотилию, отвечавшую за защиту доминиканских берегов.
Микаэла Ривера вместе со своей дочерью также играли роль информаторов для Педро Сантаны и его сторонников, когда те скрывались, тайно организовывая освободительное восстание.
Микаэла Ривера Сото умерла в провинции Эль-Сейбо 12 декабря 1854 года.